# Pik Juhana Smuula
Pik Juhana Smuula är en bergstopp i Antarktis. Den ligger i Östantarktis. Australien gör anspråk på området. Toppen på Pik Juhana Smuula är 1 592 meter över havet.
Terrängen runt Pik Juhana Smuula är huvudsakligen lite kuperad. Trakten är obefolkad. Det finns inga samhällen i närheten.